# Gaetano I Sessi

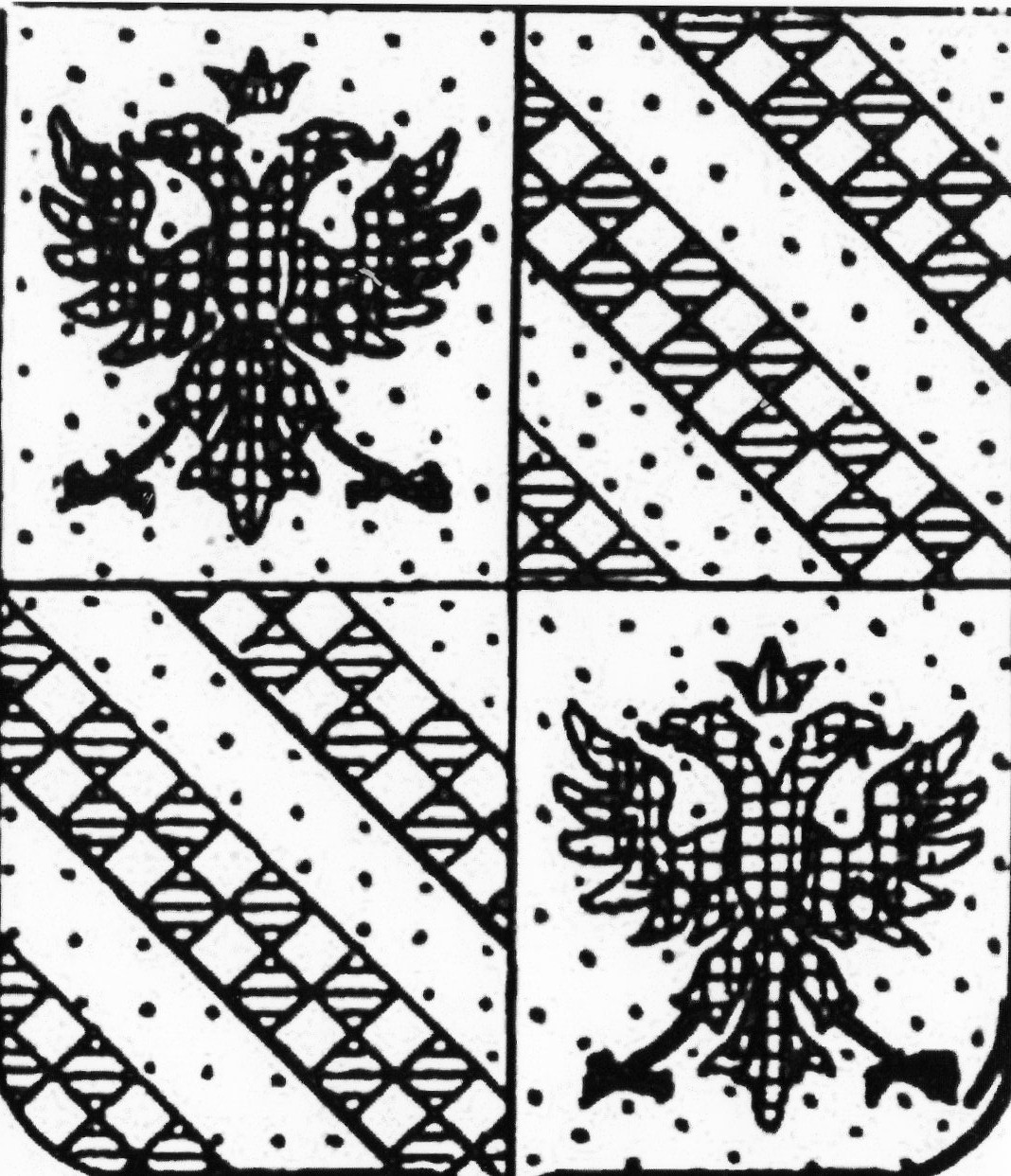
Stemma dei conti di Rolo

Gaetano I Sessi (... – Rolo, 6 novembre 1776) è stato un nobile italiano, ultimo marchese di Rolo.

## Biografia
Era figlio di Orazio III (?-1695), primo marchese di Rolo, e di Fulvia Carandini, che fu reggente del feudo dal 1695 al 1716.
Ereditò il feudo di Rolo dal fratello Francesco Antonio, morto nel 1746 senza eredi maschi. Dovette subito affrontare una causa con le figlie del defunto fratello per la spartizione dei beni, durata sino al 1772.
Senza figli, il marchese fece testamento nel 1775 a favore dei nipoti Annibale Mazzalani e Francesco Castiglioni e nel 1776 firmò una dichiarazione in favore del governo austriaco di lasciare i beni non feudali liberi da qualsiasi vincolo. In questio anno venne nominato cavallerizzo maggiore dal duca di Modena Francesco III d'Este.
Morì nel 1776 e con lui ebbe fine il feudo di Rolo, che passò all'Impero. Venne sepolto nella chiesa di San Zenone a Rolo.

## Discendenza
Sposò nel 1714 la marchesa Olimpia Agnelli Soardi Maffei. Senza discendenza.